# Luftwaffen-Sportverein Boelcke Krakau
Il Luftwaffen-Sportverein Boelcke Krakau, meglio conosciuto come LSV Boelcke Krakau, è stata una società di calcio tedesca attiva negli anni '40, con sede a Cracovia, all'epoca capitale del Governatorato Generale.

## Storia

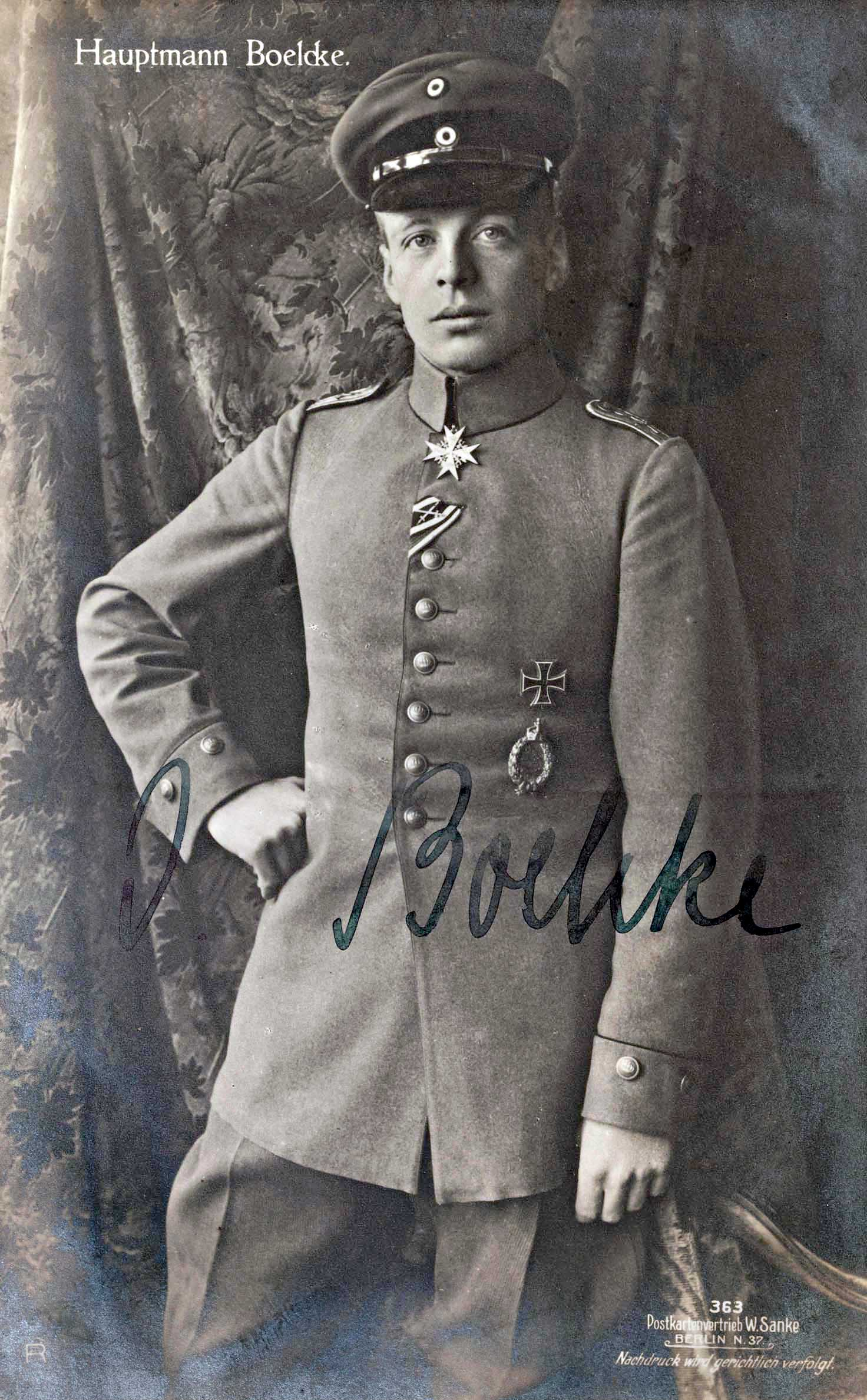
Oswald Boelcke, eponimo del LSV Boelcke Krakau.

Il LSV Boelcke Krakau è stata fondata nel marzo 1940 come squadra della Luftwaffe a Cracovia, all'epoca capitale del Governatorato Generale. La squadra doveva il suo nome a Oswald Boelcke, aviatore tedesco della prima guerra mondiale.
La squadra, pur avendo sede in una città non formalmente parte del Terzo Reich, venne iscritta alla Gauliga Generalgouvernement, torneo regionale del massimo campionato tedesco.
Nella Gauliga 1941-1942 riuscì ad accedere alla fase nazionale del torneo, ove fu eliminata alle qualificazioni dal Planitz. Nello stesso anno partecipò alla Tschammerpokal 1942, ove furono eliminati al primo turno dagli slesiani del TuS Lipine.
Successivamente, il club si ritirò dal campionato nel settembre 1944 a causa del prosieguo negativo per la Germania della seconda guerra mondiale e sciolto.